# 강동구립암사도서관
암사도서관은 서울특별시 강동구 암사동 소재의 구립도서관이다.

## 연혁
- 2007년 10월 18일 도시계획시설(도서관) 실시계획 인가
- 2009년 1월 2일 공사착공
- 2010년 4월 23일 개관식

## 시설현황
- 지하: 해강홀
- 1층: 유아자료실, 어린이자료실
- 2층: 종합자료실, 자료정리실
- 3층: 디지털자료실, 다국어자료실, 커뮤니티실, 휴게실, 자람방, 새롬방
- 4층: 일반열람실, 사무실
- 옥상: 해담뜰(옥상정원)

## 이용방법
이용시간
| 구분         | 평일                            | 주말(토·일요일)                 |
| ------------ | ------------------------------- | ------------------------------- |
| 어린이자료실 | 09:00 ~ 18:00                   | 09:00 ~ 17:00                   |
| 종합자료실   | 09:00 ~ 18:00                   | 09:00 ~ 17:00                   |
| 디지털자료실 | 09:00 ~ 18:00                   | 09:00 ~ 17:00                   |
| 다국어자료실 | 09:00 ~ 18:00                   | 09:00 ~ 17:00                   |
| 커뮤니티실   | 09:00 ~ 21:00                   | 09:00 ~ 21:00                   |
| 휴게실       | 09:00 ~ 21:00                   | 09:00 ~ 21:00                   |
| 일반열람실   | 동절기(11월~2월): 07:00 ~ 23:00 | 하절기(3월~10월): 07:00 ~ 22:00 |
| 일반열람실   | 동절기(11월~2월): 08:00 ~ 23:00 | 하절기(3~10월): 08:00 ~ 22:00   |

휴관일
- 정기휴관일: 매주 월요일
- 법정공휴일: 「관공서의 공휴일에 관한 규정」이 정하는 공휴일 (단, 일요일은 제외)
- 임시휴관일: 도서관의 정리등 기타 관장이 필요하다고 인정하는 날

대출방법
- 대출자격: 강동구 도서관 회원증 소지자
- 대출권수: 총 12권 (자관 6권+타관6권)
※자관: 최초 가입한 소속도서관
※타관: 자관을 제외환 강동구 24개 도서관(작은도서관 포함)
- 대출기간: 14일
- 대출연장: 최대 7일, 1회가능

## 참조
1. ↑  “강동구립 암사도서관 홈페이지 자료현황”. 2016년 4월 3일에 원본 문서에서 보존된 문서. 2016년 3월 21일에 확인함.